# Ulica Bolesława Chrobrego w Gnieźnie
Ulica Bolesława Chrobrego – główna ulica Gniezna. Znajdują się przy niej m.in. banki, butiki odzieżowe, restauracje, technikum ekonomiczne, stacja Państwowej Straży Pożarnej oraz Stary Ratusz. Część ulicy jest wyłączona z ruchu samochodowego.